# Christian von Holstein
 Der er flere personer med dette navn, se Christian Frederik Holstein (lensgreve).
Christian Frederik (Friedrich) von Holstein (født 8. maj 1678 i Kiel, død 29. december 1747 på Cathrinebjerg) var en dansk hofembedsmand, officer og amtmand, bror til Ulrik Adolf, Ditlev og Henning Christopher von Holstein.

## Karriere
Han kom tidligt ind i Hæren, blev 1694 fændrik ved Prins Frederiks Regiment, 1695 sekondløjtnant, 1699 premierløjtnant, samme år kaptajn, 1701 forsat til Grenaderkorpset og i 1707 oberstløjtnant, dog uden gage og kompagni, i det østsjællandske nationale Infanteriregiment. Senere blev han kammerjunker hos prins Carl og amtmand over prinsens godser, hvilken stilling han fratrådte i 1718, etatsråd og kammerherre, og ved Anna Sophie Reventlows ophøjelse til dronning 1721 overhofmester hos hende og kort efter hvid ridder og overhofmarskal hos kongen. Som sådan blev han af Frederik IV sat i spidsen for det norske matrikuleringsarbejde, og da kongen havde fået øje for, at Holstein sad inde med betydelige administrative evner, afskedigede han ham 1724 fra hofmarskalstillingen og gjorde ham til præses i Politi- og Kommercekollegiet (indtil 1730). Da den store ildsvåde, som ødelagde det meste af København, udbrød oktober 1728, var Holstein på sin gård Cathrinebjerg. I spidsen for 60 af sine folk og medførende 40 vogne ilede han øjeblikkelig ad den brændende by til for at bringe hjælp, men kunne ikke blive indladt, da Frederik IV havde ladet byens porte lukke for at forhindre soldaterne i at desertere.

## Vurdering
Holstein var en hæderlig, arbejdsom og frimodig mand, om han end stundum ved alt for stor frimodighed kunne støde an mod hofetiketten. Også efter at han havde opgivet amtmandskabet over prinsens godser, stod han på den venligste fod med prins Carl og Sophie Hedevig og varetog med iver sit herskabs tarv. Da det under zar Peters ophold i København 1716 blev nødvendigt for alvor at vise zaren tænder, tilbød Holstein kongen i en håndevending at tage samtlige moskovitter og deres Zsar til fange, hvis kongen for nogle timer ville give ham kommandoen over rytteriet.
I 1729-30 var han stiftamtmand over Sjællands Stift og amtmand i Roskilde og Tryggevælde Amter. Han døde 29. december 1747 på sit gods. Han er begravet i Sengeløse Kirke.

## Familie
Den 13. juli 1704 blev han gift med Bertha Scheel von Schack (20. juli 1680 – 21. september 1729). Sammen fik de i alt 14 børn.
Børnene Bertha von Holstein, Niels Rosekrantz von Holstein, Adam Christoph von Holstein, grevinde Christina Catharina Danneskiold-Samsøe, Carl von Holstein, Sophie Hedevig von Holstein, Ulrich von Holstein, grevinde Dorothea Sophie Danneskiold-Laurvig, Joachim von Holstein, Ulrik Adolph von Holstein (døde 5 dage efter fødsel, vuggedød), Christian Frederik von Holstein, Conrad von Holstein, Frederik Christian von Holstein og Anna Magdalina von Holstein (døde efter 7 uger).